# شیخ حسین رشتی نجفی
آیت الله شیخ حسین رشتی نجفی ،(درگذشت ۱۲ اردیبهشت ۱۳۰۹) فقیه، متکلم و حدیث‌شناس شیعه در قرن چهاردهم هجری قمری است. از آثار مهم وی در علم فقه و اصول می‌توان به کتاب‌های «خلاصه الفقه» و «حاشیه بر کتاب کفایه» اشاره کرد.

## تحصیلات
رشتی نجفی تحصیلات خود را در سطوح عالی فقه و اصول در نجف نزد سیدمحمد کاظم طباطبایی یزدی و آخوند خراسانی آموخت.

## درگذشت
وی در ۱۲ اردیبهشت ۱۳۰۹ (۳ ذی الحجه سال ۱۳۴۸ هجری قمری) وفات یافته‌است و آرامگاه وی در کاظمین در کنار آرامگاه امامان هفتم و نهم شیعه یعنی موسی کاظم و امام جواد است.

## جایگاه علمی
رشتی نجفی در شهرهای نجف و کاظمین کرسی استادی در دروس فقه و اصول را بر عهده داشته‌است. درگذشت وی موجی از همدردی و ابزار تاسف را در بین مردم و عالمان به دنبال داشت. وی علاوه بر دروس اصول و فقه در علم کلام و فلسفه نیز دارای تبحر و اندیشه بوده‌است.

## آثار
- خلاصه الفقه
- حاشیه بر کتاب کفایه الاصول آخوند خراسانی[۷][۸]

سید محمدحسن مرتضوی لنگرودی دربارهٔ شرح وی بر کفایه گفته‌اند که شرح وی بهترین شرح بر کتاب کفایه است. از دیگر آثار وی می‌توان موارد زیر را نام برد:
- حاشیه برکتاب طهارت شیخ انصاری
- تعلیقه بر شرح المطالع
- کشف الاشتباه فی أجوبة موسی جارالله در شش جلد
- تعلیقات بر جواهر الکلام
- الاطوار در مورد حدیث و تفسیر
- حاشیه بر اسفار ملاصدرا
- کتاب القضاء[۱۰]